# Rosa Corder
Rosa Frances Corder (18 mai 1853 - 28 novembre 1893) est une artiste victorienne et un modèle d'artiste. Elle est l'amante de Charles Augustus Howell (en), qui l'aurait persuadée de créer des contrefaçons de dessins de Dante Gabriel Rossetti.

## Carrière

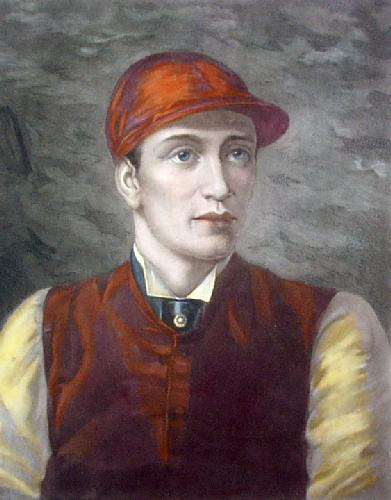
Rosa Corder, Fred Archer (1857 -1886), Gravure Restrike - réalisée avant la mort de l'artiste en 1893

Elle est la fille de Micah Corder (1808-1888), un marchand londonien, et de Charlotte Hill. Elle suit une formation de portraitiste auprès de Felix Moscheles et Frederick Sandys et expose à la Royal Academy of Arts et à la Grosvenor Gallery,,. Son portrait d'Edward Bouverie Pusey est considéré comme « le plus ressemblant » du savant par les éditeurs de ses œuvres complètes et est gravé en frontispice de sa biographie.
Elle a un atelier à Southampton Row et un autre à Newmarket, où elle peint des chevaux de course, se forgeant une réputation dans le monde sportif. Elle peint à la fois des animaux et des portraits de jockeys, dont Frederick Archer,.

## Relation avec Howell
Corder est décrite par Ellen Terry comme «l 'une de ces belles femmes qui sont bien plus attirantes que certaines des plus jolies. Elle avait des cheveux magnifiques – comme un voile pâle, un visage de cire blanche et une très belle silhouette ; et elle portait des vêtements très étranges. ». Selon le biographe de James McNeill Whistler, Stanley Weintraub, elle « dégageait un attrait sexuel et le savait ».
Elle devient la maitresse de Charles Augustus Howell en 1873. Howell l'aurait persuadée de créer des dessins dans le style de Dante Gabriel Rossetti, que Howell pourrait faire passer pour des originaux. Corder aurait également fait des faux Fuselis. Des dessins dérivés des dessins de vitraux de Rossetti illustrant l'histoire de Saint George et du Dragon lui sont attribués.
En 1883, Corder donne naissance à une fille d'Howell, baptisée Beatrice Ellen Howell.

## Comme modèle
Corder est peinte par Whistler dans son Arrangement in Black and Brown, dans la Frick Collection. Le portrait est commandé par Howell. Whistler a peut-être eu un flirt avec elle à l'époque. Elle est également portraiturée par Mortimer Menpes.